# John J. Williams (soldado)
John Jefferson Williams (1843 – 13 de mayo de 1865) fue un soldado de la Unión de la Compañía B del 34.º Regimiento de Infantería de Indiana. Murió en la batalla de Palmito Ranch, la última batalla terrestre de la Guerra de Secesión estadounidense, y generalmente se le reconoce como el último soldado muerto en el conflicto.

## Biografía
Williams nació en el año 1843 en el condado de Jay, Indiana, y se unió al Ejército de la Unión en septiembre de 1863, probablemente en Anderson. Se trasladó al Campamento Joe Holt, donde su unidad realizó ejercicios de entrenamiento antes de ser puesto en servicio en su campo. Su regimiento pasó la mayor parte de la guerra en servicio de guardia y guarnición en el Teatro Occidental, incluida Nueva Orleans, donde estuvo destinado antes de que su unidad se uniera al ejército preparándose para la invasión y ocupación de Texas en la primavera de 1865. Participó en acciones de guerra por primera vez en la batalla de Palmito Ranch, cerca de Brownsville, Texas, donde murió el 13 de mayo de 1865. En general, se reconoce a Williams como el último soldado que murió en acción durante la Guerra de Secesión, aunque algunas fuentes afirman lo mismo del cabo John W. Skinner, muerto el 19 de mayo de 1865 en una emboscada en el puente de Hobdy, cerca de Eufaula, Alabama.
Fue enterrado en el Cementerio Nacional de Alejandría en Pineville, Luisiana, pero sus restos fueron trasladados a su ciudad natal en el condado de Jay, Indiana, alrededor de 1897 o 1898, y actualmente está enterrado en el cementerio Infirmary del condado de Jay.

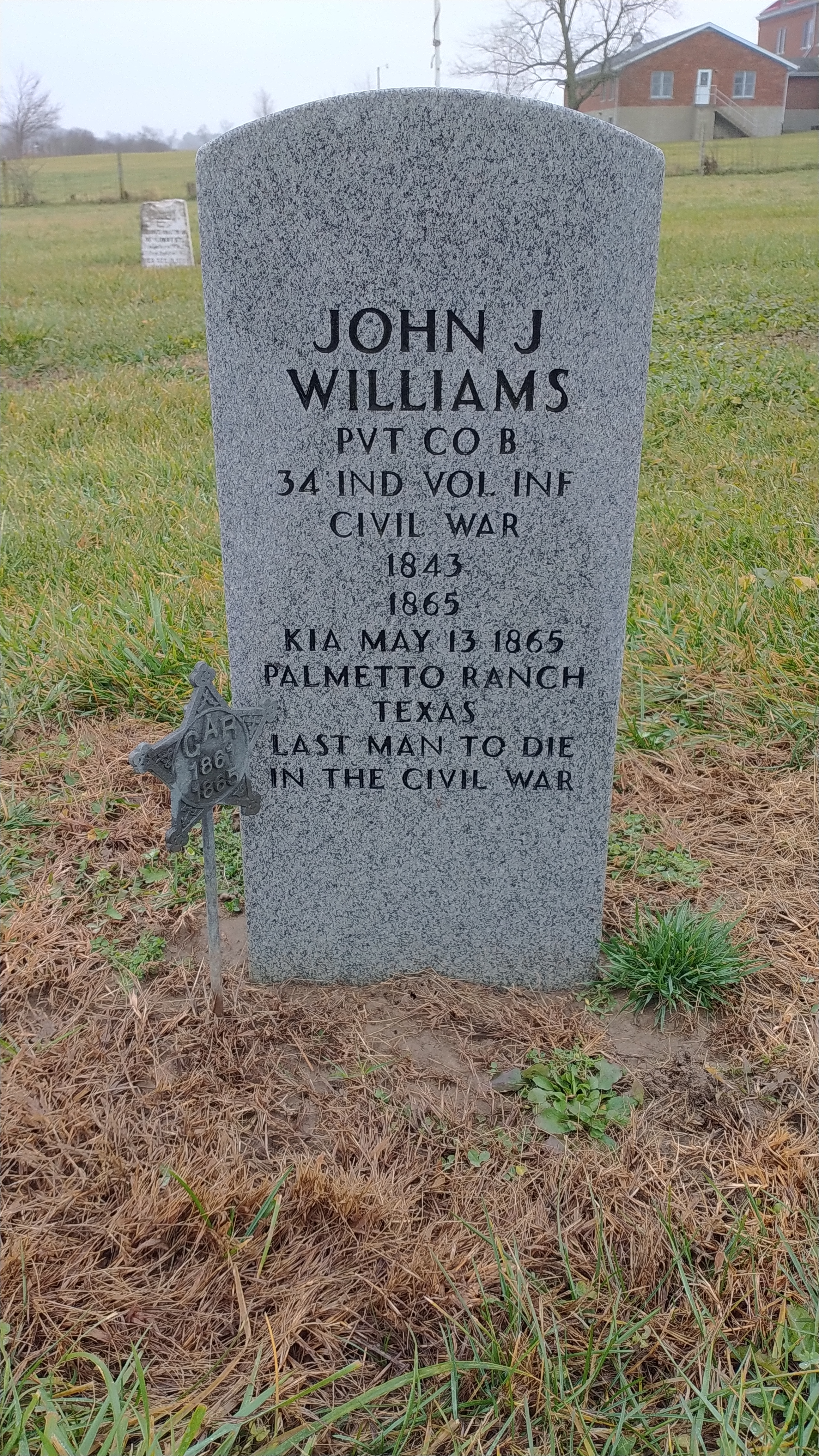
Tumba de John J. Williams en el cementerio Infirmary del condado de Jay.